# Nowy Świat (wydawnictwo)
Wydawnictwo Nowy Świat (NŚ) – wydawnictwo książkowe z siedzibą w Warszawie, powstałe w 2000 roku z inicjatywy dziennikarza Kamila Witkowskiego.
NŚ specjalizuje się w literaturze pięknej (polskiej i zagranicznej), lecz w swoim katalogu wydawniczym ma również biografie, zbiory esejów i szkiców literackich, reportaże, książki kucharskie, literaturę popularnonaukową i książki dla dzieci. Wydaje kilkadziesiąt tytułów rocznie, głównie twórców współczesnej literatury polskiej. Wśród autorów związanych z oficyną są Daniel Passent, Tomasz Łubieński, Agnieszka Perepeczko, Omar Sangare, Andrzej Kamiński, Szymon Kobyliński, Aleksandra Ziółkowska-Boehm, Małgorzata Karolina Piekarska i inni.
W pierwszych latach istnienia jedną z najszerszych serii wydawniczych NŚ była poezja ze środowiska Nowej Fali głównie o problematyce egzystencjalnej, m.in. Krzysztofa Karaska, Józefa Barana, Juliana Kornhausera, Adama Szypra, Marka Skwarnickiego, ale i mniej znanych.
Wydawnictwo NŚ to jedna z firm kontynuujących tradycję edytorstwa satyry politycznej. Przykładowo, kompilacja wojennego humoru oraz wierszy i piosenek powojennych pt. „Humor w czasie okupacji 1939 – 1945”, umożliwia analizę ewolucji myśli żartotwórczej. Wprowadzono tam również system przypisów wyjaśniających kontekst historyczny z aluzjami do aktualnej rzeczywistości.

## Redaktor naczelny
- 2000–2010 Kamil Witkowski (dziennikarz)